# Bezoek van paus Franciscus aan Indonesië
Paus Franciscus bracht van 3 tot 6 september 2024 een pastoraal en staatsbezoek aan Jakarta, Indonesië. Hij werd de derde paus die het land bezocht, na Paulus VI in 1970 en Johannes Paulus II in 1989.  Het thema van zijn bezoek was "Geloof, broederschap en mededogen" (Iman, Persaudaraan dan Bela Rasa).

## Achtergrond

### Uitnodiging en planning
Paus Franciscus zelf zou oorspronkelijk in 2020 een bezoek brengen aan Indonesië, als onderdeel van een apostolische reis waarbij ook Oost-Timor en Papoea-Nieuw-Guinea zouden worden aangedaan. Het bezoek was bedoeld om de interreligieuze dialoog te bevorderen, wat vooral belangrijk was gezien de status van Indonesië als het land met de grootste moslimmeerderheid. Er werd verwacht dat het bezoek de banden tussen verschillende religieuze gemeenschappen zou versterken, vooral tussen katholieken en moslims. Het bezoek werd echter afgelast vanwege de Coronapandemie. Reisbeperkingen, gezondheidszorgen en de noodzaak om grote bijeenkomsten te vermijden dwongen het Vaticaan om de plannen aan te passen. Er werd op dat moment geen nieuwe datum aangekondigd en toekomstige plannen zijn afhankelijk van de wereldwijde situatie.
In 2024 heeft de Indonesische regering bij monde van President Joko Widodo, een officiële uitnodiging aan de Heilige Stoel voor het bezoek. Deze uitnodiging werd op 25 maart 2024 officieel overhandigd door aartsbisschop Piero Pioppo, de Apostolische Nuntius in Indonesië. Het vierdaagse bezoek aan Indonesië, van 3 tot 6 september, markeert zijn 45e internationale reis en is daarmee de langste van zijn pausdom. Eerder meldden sommige bronnen dat paus Franciscus ook Oost-Nusa Tenggara en West-Kalimantan zal bezoeken. Dit werd later echter uit het schema geschrapt omwille van de beknoptheid.

## Agenda

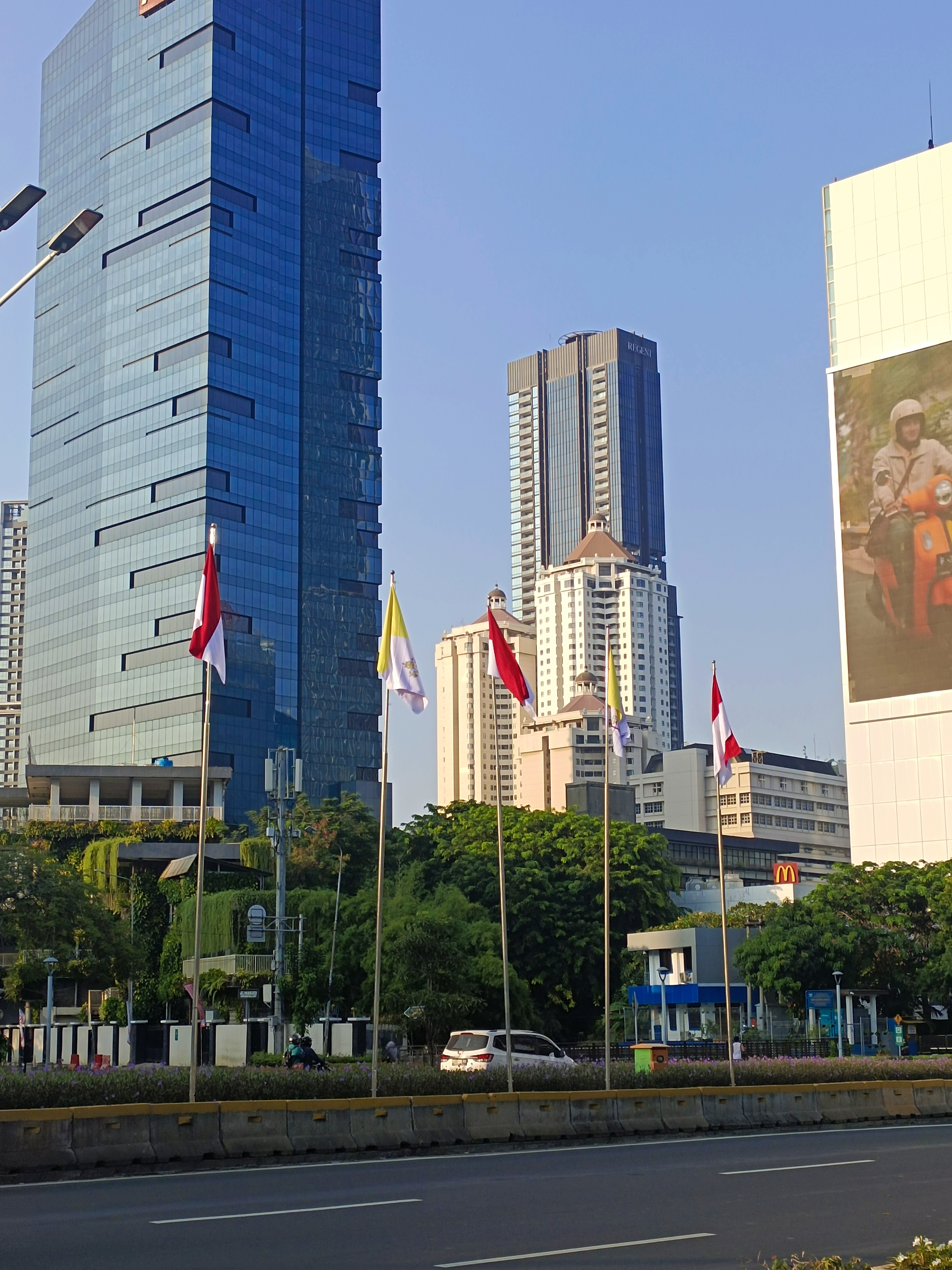
De Indonesische vlag en de vlag van het Vaticaan wapperden op Jalan Jenderal Sudirman tijdens het bezoek van de paus.

Gebaseerd op officiële informatie vrijgegeven door de Bisschoppenconferentie van Indonesië, de agenda van paus Franciscus tijdens zijn verblijf in Indonesië, zoals bevestigd door het Persbureau van de Heilige Stoel zijn:

### Maandag 2 september 2024
Vertrek vanaf Aeroporto di Roma Fiumicino, Fiumicino, Rome naar Jakarta.

### Dinsdag 3 september 2024
Officieel welkom door de Indonesische regering op Internationale luchthaven Soekarno-Hatta.

### Woensdag 4 september 2024
- Officiële welkomstceremonie op de binnenplaats van het Merdeka-paleis, Jakarta
- Erebezoek aan de president van Indonesië, Joko Widodo
- Ontmoeting met de regering, het maatschappelijk middenveld en het corps diplomatique in de ontvangstzaal van Paleis Rijswijk
- Privéontmoeting met leden van de Jezuïetengenootschap in de Apostolische Nuntiatuur in Indonesië (Vaticaanse ambassade)
- Ontmoeting met Indonesische bisschoppen, priesters, diakens, werkers van het Godgewijde Leven, seminarie en catechisten in de kathedraal van Jakarta.
- Ontmoeting met jonge schola's van Schola's Occurrentes in Grha Pemuda

### Donderdag 5 september 2024
- Interreligieuze bijeenkomst in Istiqlalmoskee en bezoek aan de Vriendschapstunnel,[13] signing of Istiqlal 2024 Joint Declaration
- Ontmoeting met begunstigden van liefdadigheidsorganisaties bij de Bisschoppenconferentie van Indonesië Kantoor
- Voorganger van Heilige Mis in Gelora Bung Karno Hoofdstadion

### Vrijdag 6 september 2024
Vertrekceremonie van Internationale lucthaven Soekarno-Hatta naar Port Moresby, Papoea-Nieuw-Guinea.